# Embajada de Ucrania en Suecia
La Embajada de Ucrania en Estocolmo es la misión diplomática de Ucrania en Suecia. El edificio de la embajada se encuentra en la calle Stjärnvägen, en Lidingö, Estocolmo; la embajada comparte el edificio con las embajadas de Bolivia, Eritrea, República Democrática del Congo, Zimbabue, y Honduras.  El embajador de Ucrania en Suecia ha sido Andriy Plakhotniuk desde 2020.

## Historia
Desde 1918 a 1921, la República Popular Ucraniana tenía una misión diplomática en Estocolmo (primero en el Grand Hôtel de Estocolmo, y después en el Hotel Regina). Tras el colapso de la Unión Soviética, Ucrania se declaró independiente en diciembre de 1991; el 19 de diciembre de 1991, Suecia reconoció la independencia de Ucrania. Las relaciones diplomáticas se establecieron el 13 de enero de 1992, y el 31 de mayo de 1994 se abrió la embajada de Ucrania en Estocolmo.
El junio de 2020, el gobierno ucraniano estableció un consulado en la ciudad de Gotemburgo.

## Embajadores

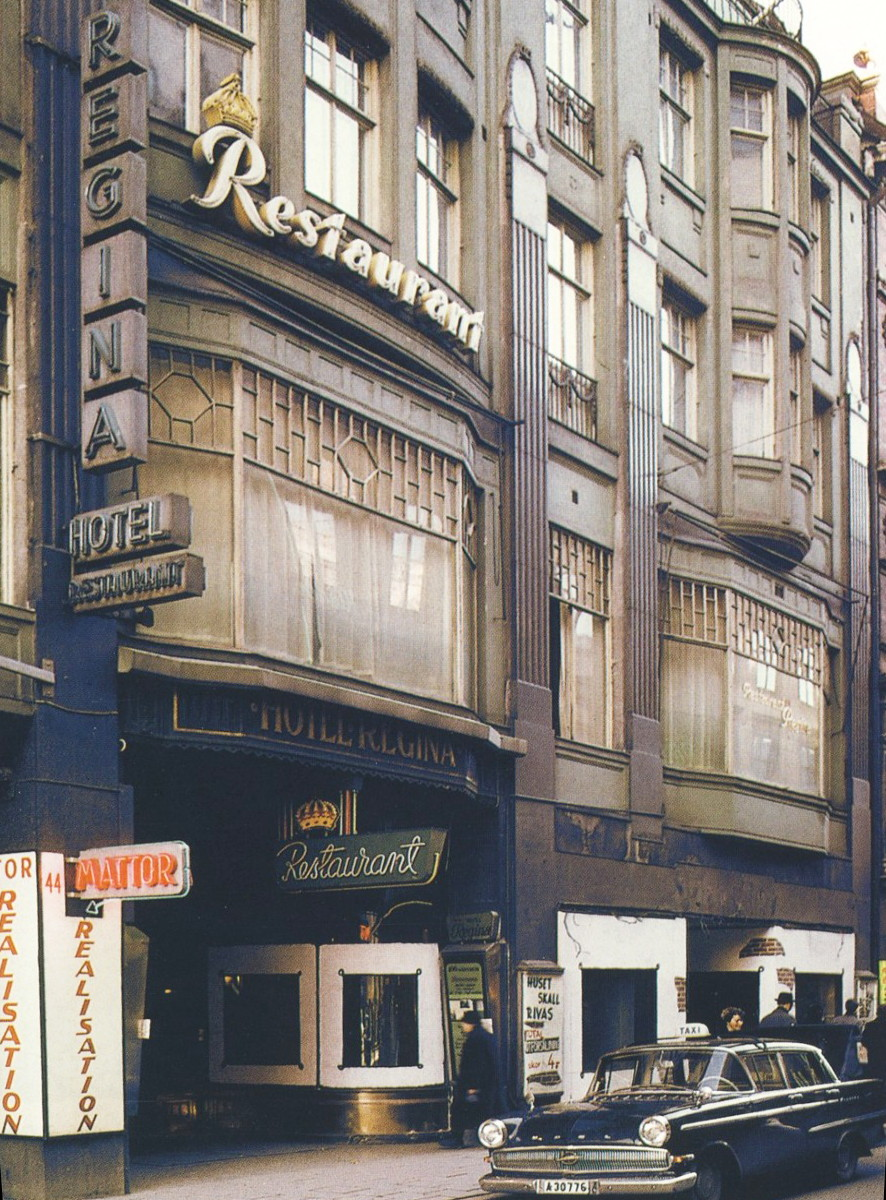
El Hotel Regina en Estocolmo, el sitio de la misión diplomática de la República Popular Ucraniana

1. Dmitry Antonovich (1918)
2. Boris Bazhenov (1918)
3. Konstantin Lossky (1919–1921)
4. Konstantin Masyk (1992–1994)
5. Igor Sagach (1994–1997)
6. Igor Podolev (1997–1999)
7. Oleksandr Slipchenko (1999–2002)
8. Leonid Kozhara (2003–2004)
9. Oleksandr Danileyko (2004)
10. Eduard Terpytsky (2004–2007)
11. Anatoliy Ponomarenko (2007–2008)
12. Yevhen Perebyinis (2008–2011)
13. Valeriy Stepanov (2011–2014)
14. Ihor Tseluiko (2014–2015)
15. Igor Sagach (2015–2019)
16. Olena Polunina (2019–2020)
17. Andriy Plajotniuk (2020-presente)